# Książę i żebrak (film 2000)
Książę i Żebrak (ang. The Prince and the Pauper) – węgiersko-amerykański film familijny z 2000 roku na podstawie powieści Marka Twaina.
Film miał w Polsce swoją premierę na kanale KidsCo we wrześniu 2007.

## Opis fabuły
Film jest oparty na ponadczasowej powieści Marka Twaina. Dwaj chłopcy zamieniają się rolami, co powoduje niebywałe zamieszanie nie tylko w ich życiu. Biedak Tom marzy o życiu w luksusie i nieoczekiwanie jego marzenia się spełniają, gdy książę Edward, syn króla Henryka VIII decyduje pożyczyć ubranie od Toma i spróbować żyć jak on. Ta zabawna i inspirująca przygoda daje chłopcom znacznie więcej, niż sobie życzyli – włącznie z postawieniem królestwa na skraju rewolucji. 

## Obsada
- Aaron Keeling – Dan Hunter
- Robert Timmins – Thomas Canty
- Sam Jones – Stephen Bartlett
- János Gyuriska – Hugh Hendon
- Alison Newman – Ann Canty
- Jonathan Timmins – Książę Edward
- Ruth Platt – Sara
- Aidan Quinn – Miles Hendon
- Alan Bates – Król Henryk VIII
- Jonathan Hyde – Lord Hertford
- Lajos Balázsovits – High Sheriff
- Perdita Weeks – Lady Jane Grey
- Lili Horvath – Więźniarka Jane
- Zoltan Bezeredy – Zbój
- Zoltán Gera – Merchant
- James Saxon – ojciec Abbot

i inni